# Giải PFCS cho kịch bản gốc hay nhất
Giải PFCS cho kịch bản gốc hay nhất là một giải của Hội các nhà phê bình phim thành phố Phoenix (Hoa Kỳ) dành cho kịch bản gốc của một phim, được bầu chọn là hay nhất. Giải này được lập từ năm 2000.

## Các kịch bản hay nhất
| Năm  | Kịch bản phim                         | Soạn giả                      |
| ---- | ------------------------------------- | ----------------------------- |
| 2000 | Almost Famous                         | Cameron Crowe                 |
| 2001 | Memento                               | Christopher Nolan             |
| 2002 | Far from Heaven                       | Todd Haynes                   |
| 2003 | In America                            | Jim, Kirsten & Naomi Sheridan |
| 2004 | Eternal Sunshine of the Spotless Mind | Charlie Kaufman               |
| 2005 | Crash                                 | Paul Haggis & Bobby Moresco   |
| 2006 | Little Miss Sunshine                  | Michael Arndt                 |
| 2007 | Juno                                  | Diablo Cody                   |
| 2008 | In Bruges                             | Martin McDonagh               |